# Jagodina, Bulgarien
Jagodina (bulgariska: Ягодина) är ett distrikt i Bulgarien. Det ligger i kommunen Obsjtina Borino och regionen Smoljan, i den sydvästra delen av landet, 150 km sydost om huvudstaden Sofia.
I omgivningarna runt Jagodina växer i huvudsak blandskog. Runt Jagodina är det ganska glesbefolkat, med 24 invånare per kvadratkilometer.